# Iso Särkiluoma (sjö i Kuusamo, Norra Österbotten, Finland)
Iso Särkiluoma eller Särkiluoma är en sjö i Finland. Den ligger i kommunen Kuusamo i landskapet Norra Österbotten, i den nordöstra delen av landet, 700 km norr om huvudstaden Helsingfors. Iso Särkiluoma ligger 259,2 meter över havet. Den är 0,58 meter djup. Arean är 55,4 hektar och strandlinjen är 6,32 kilometer lång. Sjön  ingår i Ijo älvs huvudavrinningsområde. 